# Klastromfalva
Klastromfalva (ukránul: Гандеровиця falu Ukrajnában, Kárpátalján, a Munkácsi járásban.	

## Fekvése
Munkácstól keletre, Dávidfalvától északnyugatra fekvő település.

## Nevének eredete
A Klastromfalva helységnév magyar eredetű, a magyar klastrom ’kolostor’ és a birtokos személyjellel ellátott falu főnévnek az összetételével keletkezett.
A helység egykori birtokosa valószínűleg a munkácsi Szent Miklós kolostor volt. „Nevét a néphagyomány szerint a 13. (!) században onnan vette, hogy e helység, valamint a szomszédos Papfalva papi birtok volt”.

## Története
Klastromfalva nevét 1645-ben említette először oklevél Klastrom Falwa néven (Makkai 354).
Későbbi névváltozatai: 1773-ban Klastromfalva, Handerovicza, 1808-ban Klastromfalva, Handerowica), 1851-ben Klastromfalva (Handerovicza), 1877-ben Klastromfalva, Handerovica, 1944-ben Klastromfalva, Гандеровицa (Hnt.), 1983-ban Гандеровиця, Гандеровицa.
A 17. században a falu Handera János kenéz kezébe került, aki a kenézséget Vanfalusi Kozmától vette meg.
Vályi András  Magyar Országnak leírása című munkájában 1796-ban így írt a településről:	
Klastromfalva orosz falu Bereg Vármegyében. földes Ura gróf Schönborn Uraság, Klastromallyán a’ Banditáknak Klastromjok is van, lakosai leginkább ó hitűek, fekszik Zavidfalvához nem messze, és annak filiája, határja szorgalmatos trágyázással sem terem egyebet zabnál, fája mind a’ két féle van, piatzozása közel, a’ szőlő hegyekben kereshetnek kézi munkával.
Később, 1851-ben Fényes Elek írta a faluról:
Klastromfalva, (Handerovicza), Bereg vármegyei orosz falu, Munkácshoz keletre 1 1/2 mérföldnyire: 7 református, 144 görög katholikus, 8 zsidó lakossal. Hegyes sovány határa van. Földesura gróf Schönborn.
1891-ben pedig a Pallas nagy lexikon Podmanistirj néven Bereg vármegye munkácsi járásában fekvő kisközségként említette. Ekkor 31 rutén lakosa volt. A lexikon megemlítette még, hogy felette emelkedik a Csernek-hegyi orosz kolostor is.